# Всемирная хоккейная ассоциация
Всеми́рная хокке́йная ассоциа́ция (ВХА, англ. World Hockey Association; фр. Association mondiale de hockey) — профессиональная хоккейная лига, существовавшая в 1972—1979 годах, которая объединяла клубы США и Канады.

## История

### Основание
Ассоциация была создана в 1972 году в качестве конкурента Национальной хоккейной лиги (НХЛ) двумя предпринимателями из Калифорнии, Гэри Дэвидсоном и Деннисом Мёрфи, до этого создавшими Американскую баскетбольную ассоциацию, конкурировавшую с НБА.
10 июля 1971 года была представлена общая концепция ВХА. В администрацию новой хоккейной организации вошли Дэвидсон, Мёрфи и Дональд Реган, партнер Дэвидсона по адвокатской практике. НХЛ не отреагировала на это событие. Большая часть прессы также обошла это событие стороной, однако один журналист из Чикаго заметил, что у ВХА есть три слабых места: отсутствие игроков, ледовых арен и контрактов с телевидением.
Дэвидсон также осознавал недостатки проекта и стремился исправить положение. Первым шагом ВХА стало предложение Филу Эспозито, выступавшему за «Бостон Брюинз», перейти в ряды новой лиги за 250 тысяч долларов. Дэвидсон и Мэрфи наняли двух достаточно опытных агентов из Нью-Йорка, Стива Арнольда и Марти Блэкмана, которые развернули деятельность по приглашению хоккеистов из НХЛ.
С каждым днём акции ВХА росли, укреплялось финансовое положение нового предприятия. В ноябре 1971 года руководство ВХА созвало в Нью-Йорке широко разрекламированную учредительную конференцию.
«Эта конференция привлекла огромное внимание, — писала The New York Times, — на ней присутствовали не только журналисты. Здесь были бизнесмены, тренеры, игроки, у которых по каким-то причинам не сложились дела в НХЛ. И все они желали успешного плавания новому кораблю — ВХА. Оптимизм бил ключом на этой встрече… В зале тут и там виднелись шпионы НХЛ».
Конкуренция между двумя хоккейными ассоциациями разгорелась весной 1972 года, когда эмиссары ВХА, ведомые Арнольдом и Блэкманом, начали вести переговоры с целым рядом игроков НХЛ. В центре внимания оказались Тед Грин, Дерек Сэндерсон и Джерри Чиверс из «Брюинз», тогдашнего обладателя Кубка Стэнли, Джима Дори из «Торонто» и Жан-Клод Трамбле из «Монреаля». Но руководству ВХА для поднятия своего престижа нужна была звезда первой величины. Таковой оказался Бобби Халл из «Чикаго Блэкхокс».
Бобби Халл, которого болельщики звали «Золотой ракетой», 7 раз возглавлял список лучших снайперов НХЛ, трижды становился лучшим по набранным очкам и на тот момент был очень популярен. В это время 34-летний хоккеист вёл переговоры с Чикаго по поводу своей дальнейшей судьбы. Спортсмен хотел надежного и стабильного контракта, чтобы обеспечить себя и семью, но предлагаемые клубом условия не могли удовлетворить его. После этого переговоры зашли в тупик.
Пока руководители Чикаго раздумывали над требованиями Халла, телефон Бена Хатскина, владельца нового клуба ВХА «Виннипег Джетс», раскалился — Хатскин вёл продуктивные переговоры с агентом Халла. И стороны пришли к соглашению: «Джетс» предложили хоккеисту 10-летний контракт на 2 миллиона 750 тысяч долларов плюс миллион в виде премии при подписании контракта. При этом специально было оговорено амплуа Халла — игрок-тренер.
Владельцы «Чикаго Блэк Хоукс», семья Вирц, немедленно выступили в печати с заявлением, что ВХА блефует. Но «Джетс» заручились поддержкой финансовых магнатов. Как вспоминает Кларенс Кемпбелл, именно в тот момент он понял, что ВХА — это серьёзно и надолго. Бобби Халл подписал контракт с клубом ВХА. При этом он сказал: 

«Сегодня для меня самое важное — обеспечить будущее семьи. К тому же меня шокировал беспардонный прессинг со стороны „Хоукс“, они считали меня своей собственностью…»
Поступок Халла стал своеобразным катализатором для остальных игроков, которые занимали выжидательную позицию. Хлынула лавина: в «Кливленд Крузэйдерс» перешёл Джерри Чиверс, Тед Грин надел форму «Нью-Ингленд Уэйлерз», Дерек Сэндерсон и Берни Парент — «Филадельфии Блэйзерс». Все эти хоккеисты выступали за лучший клуб НХЛ «Бостон Брюинз». Жан-Клод Трамбле покинул «Монреаль Канадиенс» и объявился в «Квебек Нордикс», а Джим Дори, только что перешедший из «Торонто Мэйпл Лифс» в «Нью-Йорк Рейнджерс», подписал контракт с «Уэйлерз». Это далеко не полный список потерь НХЛ и одновременно приобретений ВХА. Тем не менее боссы НХЛ продолжали скептически смотреть на конкурента. Они считали, что ВХА не сможет провести даже одного полного сезона.
Однако не все руководители НХЛ были также уверены. Особенно заволновались Билл Дженнингс из Нью-Йорка и Эд Снайдер из Филадельфии.
Из-за высоких контрактов в ВХА владельцы команд НХЛ, начавшие терять лучших игроков, были вынуждены поднять заработки своим хоккеистам. Благодаря ВХА у хоккеистов стали появляться агенты, которых практически не было в НХЛ.
Осенью 1972 года ВХА открыла свой первый сезон, команды новой лиги представляли Эдмонтон, Виннипег, Чикаго, Кливленд, Хьюстон, Лос-Анджелес, Сент-Пол, Бостон, Нью-Йорк, Оттаву, Филадельфию и Квебек. В некоторых городах Филадельфии, а так же вКливленде и Хьюстоне клубам ВХА приходилось играть на устаревших аренах, однако в таких городах как Лос-Анджелес и Нью-Йорк ледовые арены были на уровне НХЛ. Спустя некоторое время команда ВХА «Нью-Йорк Рэйдерс» арендовала спортивную арену Мэдисон Сквер Гарден вместе с «Нью-Йорк Рейнджерс». Некоторые клубы ВХА объявили о строительстве новых стадионов. Так, в Хьюстоне начали возводить хоккейную арену, рассчитанную на 18 тысяч зрителей, с прицелом на 1974 год. Аналогичный проект возник и в Кливленде.
Несмотря на возгласы скептиков, ВХА смогла заключить несколько контрактов с телевизионными компаниями на трансляцию хоккейных матчей. Эти сделки уступали по масштабам аналогичным договорам НХЛ, но ВХА смогла начать своё дело, имея команды, арены и телевидение.

### Сезоны
Клубу ВХА «Филадельфии Блэйзерс» пришлось вести напряженную борьбу с командой НХЛ «Филадельфия Флайерз». «Блэйзерс» развили активную деятельность по сманиванию игроков из команды-соперника и преуспели в этом. Именно так в их составе появился голкипер Берни Парент. Эта команда решила арендовать для проведения встреч «Конвеншн Холл». Первый же матч пришлось прервать — персонал дворца не умел правильно заливать лед, он пошел трещинами по всей площадке. Неудачи продолжали преследовать команду, и вскоре ей пришлось переехать в Ванкувер. В попытках привлечь на свою сторону телевидение и увеличить время трансляций, руководство ВХА шло на любые уступки. Однажды «Лос-Анджелес Шаркс» проводили игру в воскресенье в 11 утра потому, что это было удобно для местного телевидения.
Летом 1973 года у «Нью-Йорк Рэйдерс» сменился владелец, который переименовал команду в «Голден Блейдс». Клуб продолжало лихорадить, в основном из-за нехватки финансовых средств.
В поисках оптимального варианта команда добралась до Черри-Хилл, штат Нью-Джерси и изменила название на «Нью-Джерси Найтс». «Рыцари» выступали на Черри-Хилл Арена, где была масса неудобств: в раздевалках отсутствовал душ и форму приходилось стирать в гостинице в двух милях от хоккейного дворца. Самым главным минусом этого катка было отвратительное качество льда.

— Я впервые в жизни играл на такой площадке, — говорит Бобби Халл. — Поверхность льда имела уклон в одну сторону, и потому команде гостей приходилось два периода атаковать в гору. А в середине площадки была огромная яма, и хоккеисты больше следили не за друг другом и шайбой, а за тем, как не въехать в неё, чтобы не получить травму.
В хороших условиях были «Нордикс» в Квебеке, «Альберта Ойлерз», «Виннипег Джетс», в составе которых играл Бобби Халл.
«Оттава Нэйшиналз» и «Кливленд Крузэйдерс», имели неплохие перспективы, «Нэйшиналз» перекупили, им пришлось переехать в Торонто, где родились «Торонто Торос», которые не блистали. «Кливленд Крузэйдерс», которым владел ярый поклонник хоккея Ник Милети, была уготована иная участь. Милети сделал роковую ошибку. Он вложил все средства в строительство катка в Ричфилде, штат Огайо. По расчетам Милети, новый хоккейный дворец должен был привлечь публику из Кливленда и из близлежащего Акрона, но бизнесмен просчитался. В итоге команда потеряла тех немногих болельщиков, которые хранили верность «Крузэйдерс» до последнего момента.
«Хьюстон Аэрос» начали с проблем выступления в ВХА, но затем в команде появился легендарный Горди Хоу, который покинул «Детройт Ред Уингз» в 1971 году, а уже в 1973-м 45-летний Хоу надел форму «Аэрос» вместе с сыновьями Марком и Марти. Халл и Горди Хоу, несмотря на возраст, демонстрировали отличную игру, и по-прежнему притягивали к себе внимание публики. Именно трио Хоу привело «Хьюстон Аэрос» к победе в плей-офф ВХА в 1974 году, и команда стала обладателем Кубка АВКО.
Потеря Хоу и Халла означала для НХЛ утрату престижа, к тому же операции агентов ВХА по переманиванию игроков из НХЛ продолжались. Как результат подобных закулисных схваток, резко выросли запросы игроков. Посредственный игрок требовал жалования в размере 100 тысяч долларов в год. При этом ещё в 1971 году средняя годовая сумма контракта в НХЛ составляла 22 тысячи долларов.
После серии 1972 ВХА выступила с инициативой выставить против СССР сильнейших хоккеистов из обеих лиг и разослала приглашения. Но НХЛ запретила своим хоккеистам играть в объединённой команде и поэтому в 1974 году только хоккеисты из клубов ВХА сыграли в серии из 8 матчей со сборной СССР. В составе сборной ВХА выделялись Горди Хоу, Бобби Халл, Джерри Чиверс, Пэт Стэплтон, Жан-Клод Трамбле, Ральф Бекстрем, Пол Хендерсон, Фрэнк Маховлич. Сборная СССР одержала убедительную общую победу. Благодаря Суперсерии-74 ВХА получила повышенное внимание прессы и телевидения.

### Проблемы
В борьбе НХЛ и ВХА страдали обе стороны. Билл Дженнингс из «Нью-Йорк Рейнджерс» и Эд Снайдер из «Филадельфии Флайерз» смогли уладить конфликт.
ВХА вступила в свой седьмой сезон 1978—1979 гг. Президент НХЛ Кларенс Кемпбелл год назад сложил с себя полномочия, его место занял Джон Зиглер. В ВХА также сменился президент, им стал Ховард Болдуин. После чего Дженнингс и Снайдер выступили с предложением по слиянию двух хоккейных лиг, и Зиглер с Болдуином сели за стол переговоров. В итоге НХЛ и ВХА слились, и лига сохранила название НХЛ. Уже новая НХЛ расширилась за счет команд ВХА из Эдмонтона, Виннипега и Квебека. А вскоре и клуб из Хартфорда (бывший «Нью-Ингленд Уэйлерз») присоединился к ним. Вместе с ними на попадание в НХЛ подали заявку «Цинцинати Стингерз» и «Индианаполис Рэйсерз», но их предложение было отвергнуто, объяснением данного инцидента послужило неудовлетворительное финансовое положение обоих клубов.
Последний матч ВХА состоялся 20 мая 1979 года. «Виннипег Джетс» обыграли «Эдмонтон Ойлерз» и завоевали кубок АВКО (аналог кубка Стэнли).

## Победители
- 1972/1973 — «Нью-Инглэнд Уэйлерс»
- 1973/1974 — «Хьюстон Аэрос»
- 1974/1975 — «Хьюстон Аэрос»
- 1975/1976 — «Виннипег Джетс»
- 1976/1977 — «Квебек Нордикс»
- 1977/1978 — «Виннипег Джетс»
- 1978/1979 — «Виннипег Джетс»

## Индивидуальные награды ВХА
- Трофей Билла Хантера — самому результативному игроку (по системе гол+пас) регулярного первенства
Лауреаты: 1973 и 1975 — Андре Лакруа, 1974 — Майк Уолтон, 1976 и 1978 — Марк Тардиф, 1977 и 1979 — Реаль Клутье
- Трофей Гэри Дэвидсона / Горди Хоу — самому ценному игроку (MVP) регулярного первенства
Лауреаты: 1973 и 1975 — Бобби Халл, 1974 — Горди Хоу, 1976 и 1978 — Марк Тардиф, 1977 — Робби Фторек, 1979 — Дейв Драйден
- Звание самого ценного игрока (MVP) плей-офф
Лауреаты: 1975 — Рон Грэм, 1976 — Ульф Нильссон, 1977 — Серж Бернье, 1978 — Роберт Гиндон, 1979 — Рич Престон
- Трофей Бена Хэтскина — лучшему вратарю
Лауреаты: 1973 — Джерри Чиверс, 1974 — Дон Маклеод, 1975 и 1977 — Рон Грэм, 1976 — Мишель Дион, 1978 — Эл Смит, 1979 — Дейв Драйден
- Трофей Денниса Мёрфи — лучшему защитнику
Лауреаты: 1973 и 1975 — Жан-Клод Трамбле, 1974 — Пэт Стэплтон, 1976 — Пол Шмир, 1977 — Рон Пламб, 1978 — Ларс-Эрик Шёберг, 1979 — Рик Лей
- Трофей Лу Каплана — лучшему новичку
Лауреаты: 1973 — Терри Кэффри, 1974 — Марк Хоу, 1975 — Андерс Хедберг, 1976 — Марк Напье, 1977 — Джордж Лайл, 1978 — Кент Нильссон, 1979 — Уэйн Гретцки
- Трофей Пола Дено — игроку, в наибольшей степени проявившему джентльменские качества
Лауреаты: 1973 — Тед Хэмпсон, 1974 — Ральф Бэкстрем, 1975 — Майк Роджерс, 1976 — Вацлав Недоманский, 1977 и 1978 — Дейв Кеон, 1979 — Кент Нильссон
- Трофей Ховарда Болдуина / Роберта Шмерца — лучшему тренеру
Лауреаты: 1973 — Джек Келли, 1974 — Билли Харрис, 1975 — Сэнди Хукул, 1976 — Бобби Кромм, 1977 и 1978 — Билл Динин, 1979 — Джон Брофи

## Матчи всех звёзд ВХА
- 6 января 1973, Квебек, Colisée de Québec, Восток — Запад 6:2
- 3 января 1974, Сент-Пол, St. Paul Civic Center, Восток — Запад 8:4
- 21 января 1975, Эдмонтон, Northlands Coliseum, Запад — Восток 6:4
- 13 января 1976, Кливленд, Richfield Coliseum, игроки канадских команд — игроки американских команд 6:1
- 18 января 1977, Хартфорд, Hartford Civic Center, Восток — Запад 4:2
- 17 января 1978, Квебек, Colisée de Québec, Квебек Нордикс — звёзды ВХА 5:4
- 2, 4, 5 января 1979, Эдмонтон, Northlands Coliseum, звёзды ВХА — Динамо Москва 4:2, 4:2, 4:3

## Факты
- По оценке финансистов, за семь лет клубы лиги потеряли в сумме 50 миллионов долларов, выплатив хоккеистам в сумме 120 миллионов.[источник не указан 3326 дней]
- За семь лет существования ВХА в лиге играло 32 команды из 24 городов, лига значительно подняла интерес к хоккею в США, включая такие штаты, как Техас и Калифорния.[источник не указан 3326 дней]
- Уэйн Гретцки свою профессиональную карьеру начинал именно в ВХА, а его кумир Горди Хоу в 419 матчах за «Хьюстон Аэрос» набрал 508 очков и дважды признавался самым ценным игроком лиги.